# Baby Ruby
Baby Ruby è un film del 2022 scritto e diretto da Bess Wohl, al suo esordio alla regia.

## Trama
L'influencer Jo e il compagno Spencer aspettano la loro prima figlia. Dopo la nascita della piccola Ruby, Jo comincia a soffrire di depressione post-partum, che si manifesta con attacchi di rabbia e aggressività. La vicina Shelly si offre di aiutarla, professandosi una madre, ma Jo comincia a nutrire dubbi sulle motivazioni della donna e sull'esistenza del figlio.

## Promozione
Il primo trailer del film è stato diffuso l'11 gennaio 2023.

## Distribuzione
Il film è stato presentato in anteprima mondiale il 9 settembre 2022 al Toronto International Film Festival. Successivamente è stato distribuito nelle sale statunitensi il 3 febbraio 2023.

## Accoglienza
Il film ha ricevuto recensioni contrastanti dalla critica. L'aggregatore di recensioni Rotten Tomatoes riporta il 67% di recensioni positive, con un punteggio medio di 6,3 su 10 basato sul parere di quarantacinque critici.